# Екологічний маркетинг
Екологі́чний ма́ркетинг (англ. green marketing) — специфічний вид маркетингу, який передбачає орієнтацію усієї діяльності підприємства (розробки продукції, її виробництва, пакування, транспортування, реалізації, просування, переробки та утилізації) на формування та задоволення екологічно орієнтованого попиту з метою отримання прибутку та збереження довкілля і здоров'я людей. 
Головна відмінність екологічного маркетингу від традиційного – орієнтація процесів виробництва, постачання, збуту та споживання на вимоги екологічно сталого соціально-економічного розвитку. Основними завданнями екологічного марке¬тингу є: орієнтація технологій виробництва і самих товарів для задоволення екологічно орієнтовних потреб споживачів та суспільства у цілому; форму¬вання екологічних потреб споживачів і стимулювання споживання екологічних товарів; інтенсифікація збуту продукції та отримання додаткового прибутку за рахунок екологізації виробництва.
Американська маркетингова асоціація (АМА) дає такі три визначення «екологічного маркетингу»:
— (визначення на рівні роздрібної торгівлі): просування і збут товарів, які передбачаються бути безпечними для навколишнього середовища;
— (визначення з точки зору соціального маркетингу): розробка та просування і збут товарів, створених для мінімізації негативного ефекту на природне навколишнє середовище або для покращання його якості;
— (визначення під кутом зору навколишнього середовища): зусилля організацій з приводу виробництва, просування, пакування та утилізації товарів у спосіб, який чутливий до екологічних питань або легко реагує на них.

## Історія виникнення екологічного маркетингу
Становлення екологічного маркетингу у провідних розвинутих країнах світу пройшло кілька етапів еволюції. З моменту його зародження у 1970-ті роки розуміння взаємодії між економікою та довкіллям розвивалось, через що розвивалось і розуміння самого екологічного маркетингу. Можна виділити три наступні фази:
— екологічний маркетинг (Ecological marketing) — ця концепція з'явилась у 1970-ті роки і передбачала вузько орієнтовані ініціативи, що концентрувались на зниженні залежності від частково шкідливих товарів, а всі маркетингові види діяльності розглядались під кутом зору допомоги у вирішенні екологічних проблем;
— маркетинг навколишнього середовища (Environmental marketing) — більш широкий підхід, що виник у кінці 1980-х — на початку 1990-х рр., і був націлений на зниження шкідливого впливу на навколишнє середовище через застосування технологій бережливого виробництва, створення інноваційних нових товарів, що забезпечують менший рівень викидів в атмосферу та відходів. Все це створює можливості для досягнення конкурентних переваг через задоволення попиту екологічно свідомих споживачів;
— сталий (збалансований) маркетинг (Sustainable marketing) — більш радикальний підхід до ринків та маркетингу, який шукає шляхи покриття всіх витрат з виробництва та споживання, пов'язаних із охороною навколишнього середовища, для створення сталої (збалансованої) економіки. Цей підхід виник у кінці 1990-х — на початку 2000-х років. У даній концепції, крім екологічних аспектів, особливого значення набувають соціально-суспільні вимоги.
Отже, можна виділити такі передумови створення екологічного маркетингу:
- маркетингові — поява концепцій, які допускали можливість врівноваження декількох суперечливих задач з метою зниження негативного впливу маркетингу на суспільство;

- екологічні — посилення техногенного впливу та порушення рівноваги навколишнього природного середовища, викликане забрудненням атмосферного повітря, водних та лісових ресурсів, а також ґрунтів, внаслідок антропогенної діяльності людини;

- соціальні — ріст рівня потреб в екологічно безпечній продукції та екологізації бізнесу, що сформувалися в результаті погіршення здоров'я людей, спричиненого забрудненням довкілля;

- технологічні — стрімкий розвиток технічних засобів та технологічних рішень, що сприяють впровадженню екологічно орієнтованого виробництва;

- економічні — наявність економічних умов, які забезпечують ефективність виробництва екологічно безпечної продукції або послуг[3].

## Поняття «екологічний маркетинг»
На думку А. Ендрюса екологічний маркетинг — це «особливий вид діяльності людини, спрямований на задоволення потреб шляхом обміну, що не порушує екологічної рівноваги навколишнього природного середовища і не впливає на стан здоров'я суспільства»
Жаклін Оттман під екологічним маркетингом розуміє «всю господарську діяльність підприємства, спрямовану на виробництво екологічно орієнтованої продукції, формування попиту на цю продукцію, приведення всіх ресурсів підприємства у відповідність до вимог і можливостей ринку без нанесення шкоди навколишньому середовищу»
К. Пітті вважає, що «екологічний маркетинг — це управлінський процес, відповідальний за ідентифікацію, передбачення і задоволення вимог споживачів і суспільства ефективним і
стійким способом»
Представники української школи екологічного маркетингу А. Вичевич, Т. Вайданіч та І. Дідович пропонують визначати екологічний маркетинг як «функцію управління, яка організовує і спрямовує
діяльність підприємств (організацій), пов'язану з оцінкою і перетворенням запитів споживачів в екологічно орієнтований попит на товари і послуги, що сприяють збереженню якісного та кількісного рівня основних екосистем, задовольняють потреби як окремих осіб, так і організацій або суспільства в цілому»
На думку Садченко О. В., Харічкова С. К. екологічний маркетинг — «це не лише забезпечення максимального зростання споживання, розширення споживчого вибору, споживчого задоволення і максимального зростання якості життя, а також підтримка сталого, збалансованого розвитку територій та збереження високої якості навколишнього природного середовища». При цьому Садченко О. В. та Харічков С. К. розглядають екологічний маркетинг через «призму визначеної системи його концепцій, кожна із яких акцентує увагу на одному з ключових факторів екологічного маркетингу». Вони виділяють п'ять концепцій:
Екологічний маркетинг 1 — маркетинг товарів та послуг з врахуванням екологічних нормативів та обмежень як найважливішого чинника зовнішнього середовища.
Екологічний маркетинг 2 (маркетинг екологічних товарів та послуг) — специфічний вид маркетингу, викликаний появою екологічних потреб населення у зв'язку із погіршенням якості середовища існування та підвищенням екологічної свідомості суспільства.
Екологічний маркетинг 3 (маркетинг природних умов та ресурсів, маркетинг природокористування) — корпоративний вид екологічного маркетингу, суб'єктом якого є місцеві органи влади та національні уряди — юридичні господарі природних ресурсів, що перебувають на території регіонів та держав.
Екологічний маркетинг 4 (маркетинг природоохоронної діяльності та відтворення середовища
існування) — некомерційний вид екологічного маркетингу, метою якого є збереження середовища існування людини та генофонду біосфери, а також проведення відповідних заходів до відтворення порушених екосистем та окремих компонентів природного середовища.
Екологічний маркетинг 5 (маркетинг екологічних знань та технологій) — різновид маркетингу ідей (за Ф. Котлером).

## Маркетинг мікс («чотири P»)
Кожне підприємство, що діє на засадах маркетингу, розробляє свій комплекс маркетингу. Найпоширенішою є концепція «чотири P», яка може застосовуватись в екологічному маркетингу, але у більш інноваційний спосіб. Розглянемо особливості кожного з чотирьох основних елементів:
- Товар (Product): екологічними цілями при плануванні товару, включаючи його упаковку, є скорочення споживання ресурсів та скорочення шкідливих викидів впродовж всього циклу його існування — від розробки до утилізації.

- Ціна (Price): багато споживачів погодяться платити дещо вищу ціну за екологічні товари, якщо будуть переконані у збільшенні цінності товару. Такими додатковими цінностями товару можуть бути покращені показники, функції, дизайн, стиль, смак тощо — екомаркетинг має брати до уваги всі ці факти, приймаючи рішення про преміальні ціни.

- Просування (Promotion): існують три основні типи екологічної реклами — реклама, яка наголошує на зв'язку між товаром/послугою та біофізичним навколишнім середовищем; реклама, яка просуває екологічний стиль життя через споживання товару або послуги; реклами, яка представляє корпоративний імідж екологічної відповідальності. Важливими інструментом комунікацій в екомаркетингу виступає також PR.

- Місце (Place): вибір того, де та коли продукт стане доступним, має суттєвий вплив на споживачів.[9]